# Hopman Breedborst
Hopman Breedborst of Meindert Ganzenlever, in het Engels Philodemus Gentlefogg of Bertie McGoose, is een stripfiguur uit de verhalen rond Duckstad. Hij is hopman van de Jonge Woudlopers, de padvindersclub van Duckstad waar onder andere Kwik, Kwek en Kwak lid van zijn. Hij wordt in de verhalen ook wel Grand Mogul genoemd.
In oudere verhalen heeft de hopman nog een meer mensachtig voorkomen. Vanaf de jaren 80 ziet hij eruit als een antropomorfe gans. 
Hopman Breedborst draagt meestal een uniform met veel insignes. Ook draagt hij een opvallende vilten hoed. 